# 馬修斯鎮區 (阿肯色州福克納縣)
馬修斯鎮區（英語：Matthews Township）是位於美國阿肯色州福克納縣的一個行政鎮區。

## 地方資料
馬修斯鎮區的面積為56.38平方千米，當中陸地面積為56.38平方千米，而水域面積為0.00平方千米。根據2010年美國人口普查的數據，當地共有人口591人，而人口密度為每平方千米10.48人。